# 天主教法達恩古爾瑪教區
天主教法達恩古爾瑪教區（拉丁語：Dioecesis Fada Ngurmaensis）是布基納法索一個羅馬天主教教區，屬庫佩拉總教區。
教區的前身、同名的宗座監牧區成立於1959年2月12日，1964年6月16日升為教區。
教區位於東部大區。2006年有教友50,969人（佔轄區總人口4.4%）、十一個堂區、四十四名司鐸。現任教區主教為皮埃罗·克莱瓦尔·马尔格。